# Emmanuel Erskine
Emmanuel Alexander Erskine (* 19. Januar 1937 in Kumasi, Ashanti Region; † 7. Mai 2021) war ein ghanaischer Generalleutnant im Ruhestand, der an vielen UN-Einsätzen Ghanas beteiligt war.

## Militärausbildung
Erskine wurde in der Royal Military Academy in Sandhurst, Großbritannien im Fernmeldewesen ausgebildet. Er blieb im Staff College in Camberley bis 1968 und wurde zwischen 1968 und 1972 am Royal College of Defence Studies ausgebildet.

## Militärkarriere
Erskine war als Generaldirektor im Verteidigungsministerium zuständig für Einsätze und Planung zwischen 1971 und 1972. Zwischen 1973 und 1974 war er Kommandant der ghanaischen Armee und Kommandierender Offizier des ghanaischen Fernmelderegiments. Im Ministerium für Verteidigung war er Direktor für Kommunikation.
Insbesondere als Chief of Staff der UNTSO hat Erskine in Israel gearbeitet und wurde sogar zum zweiten Mal ins Amt berufen. Erskine war erster Kommandant der UNIFIL-Truppe im Libanon.
Neben seinen langjährigen Friedensmissionen hat Erskine als Berater der ehemaligen O.A.U fungiert und war Berater der ECOWAS.
Am 7. September 2001 hat Erskine im Zentrum für Friedensmissionen in Afrika (Center for Peace Missions in Africa), deren Vorsitzender er ist, die nach ihm benannte Bibliothek eröffnet. Sie trägt seither den Namen The General Emmanuel Erskine Research and Documentation Centre for Peace and Security (GERDC). Ab Mai 2002 war er Mitglied der National Reconciliation Commission, die im Oktober 2004 einen mehrbändigen Bericht zu den Menschenrechtssituationen im Land seit der Unabhängigkeit abgegeben hat.

## Politik
Erskine war Vorsitzender der People’s Heritage Party (PHP) in Ghana und hat als solcher auch an der Präsidentschaftswahl 1992 teilgenommen. Er war hier einer von mehreren Kandidaten und trat unter anderem gegen den späteren Präsidenten Rawlings an. Erskine erreichte 1,7 Prozent der Stimmen und unterlag damit den anderen Kandidaten deutlich.

## Positionen
- Commissioner - National Reconciliation Commission (Ghana) (seit Mai 2002)
- Chiefs of Staff United Nations Truce Supervision Organization - United Nations Truce Supervision Organisation (UNTSO) (1981–1986)
- Force Commander - United Nations Interim Force in Lebanon (UNIFIL) (1978–1981)
- Chiefs of Staff United Nations Truce Supervision Organization - United Nations Truce Supervision Organisation (UNTSO) (1976–1978)
- Stellvertretender Kommandant (Deputy Force Commander) - United Nations Emergency Force Two (UNEF 2) (1974–1976)

## Publikationen
- Peacekeeping Techniques for Africa's Conflict Management (Academic Literature, Afram Publications, 2000), ISBN 9964-702-09-4
- Guidelines on Disarmament, Demobilisation and Reintegration of Ex-Combatants in a Peacekeeping Environment (UN Training Unit of UN Peacekeeping Operations, 1999)
- Mission with UNIFIL: An African Soldier's Reflections (Historical non-fiction, Christopher Hurst, 1989)